# Cortes Generales de Aragón

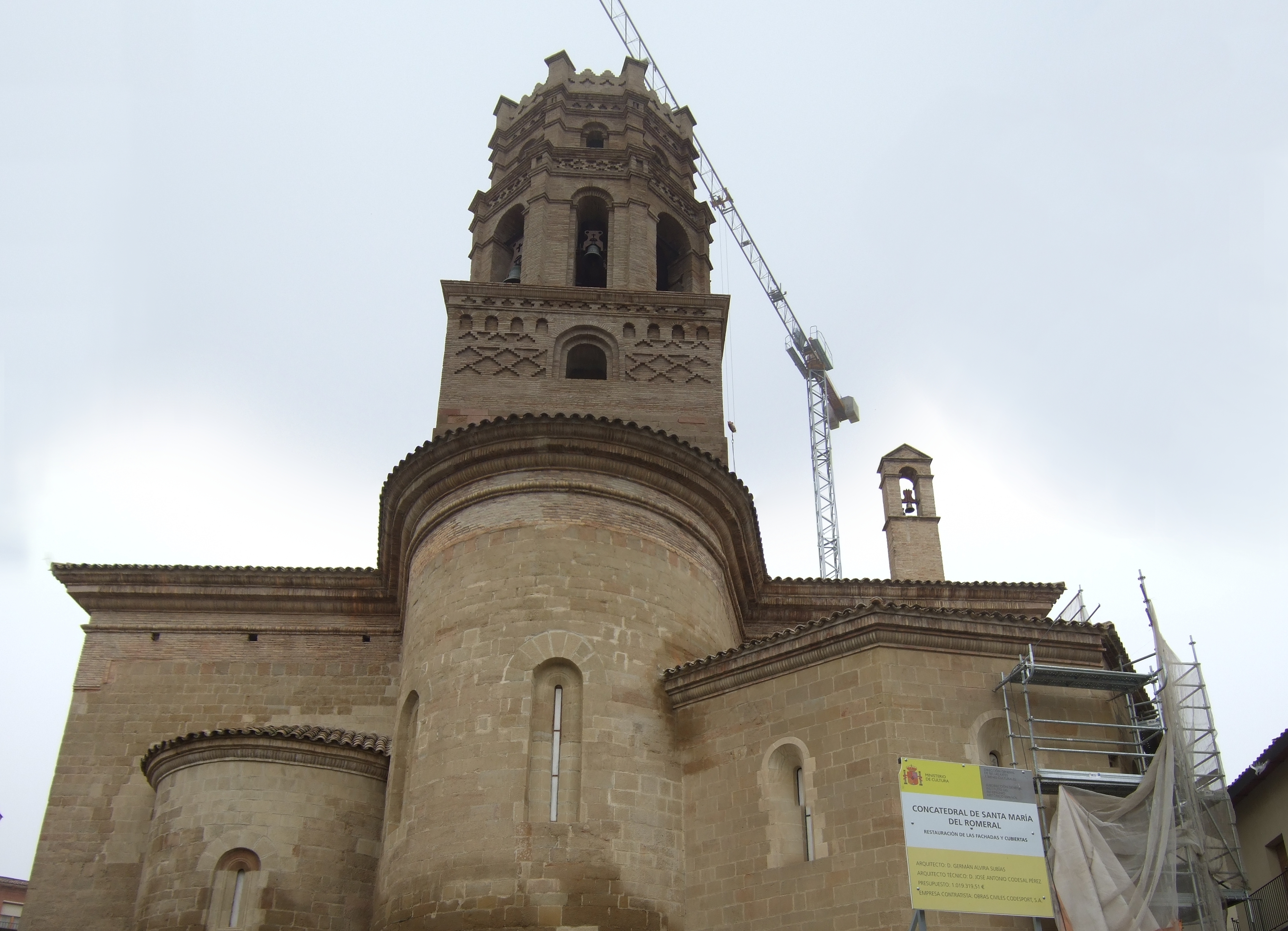
Iglesia de Santa María del Romeral de Monzón, sede de la mayoría de las sesiones plenarias de las Cortes generales de Aragón.

Se llamaban Cortes Generales de Aragón a las Cortes en las que se convocaba a reunirse en la misma ciudad y al mismo tiempo a las cortes generales del Reino de Aragón, del Principado de Cataluña y del Reino de Valencia. La mayoría de las Cortes Generales de la Corona de Aragón se celebraron principalmente en Monzón, y alguna otra localidad aragonesa como Fraga, Zaragoza, Tarazona o Calatayud.

## Desarrollo de las sesiones
En las Cortes Generales, la única ceremonia que se hacía conjunta, con la asistencia de todos los diputados de los distintos Estados de la Corona de Aragón, era el solio de apertura. Los diputados aragoneses y valencianos se sentaban alternadamente a la derecha del trono, mientras que catalanes y mallorquines lo hacían alternadamente a la izquierda del trono donde se sentaba el rey.
El protonotario real leía la proposición real, que era un discurso en el que el rey hacía balance de la situación de la Monarquía y de los acontecimientos destacados que habían sucedido desde las anteriores Cortes, y se concluía con la razón de la convocatoria, que solía ser el pedir dinero o soldados. Tras el discurso del rey, se levantaba el arzobispo de Zaragoza, y también el arzobispo de Tarragona, que se colocaba a su derecha, y el arzobispo de Valencia, que se colocaba a su izquierda, como presidentes de sus respectivos brazos eclasiásticos, pero solo respondía el arzobispo de Zaragoza. Solo en el caso de que fueran las primeras Cortes de un reinado, se procedía a la jura del rey de las leyes y fueros, y el de los diputados el de fidelidad al rey.
Tras esto se iniciaban los trabajos de Cortes para deliberar por separado y aparte, esto es, por territorios y estos por sus correspondientes brazos (cuatro en Aragón, y tres en Cataluña y Valencia). Incluso se podían concluir las Cortes particulares trasladándose al territorio de su reino.

## Listado de Cortes Generales
Las Cortes Generales de Aragón fueron convocadas un total de 16 veces entre los años 1289 y 1585.
| Rey                   | Año       | Sede                                    | Comentarios |
| --------------------- | --------- | --------------------------------------- | --- |
| Alfonso III de Aragón | 1289      | Monzón                                  | Para tratar de auxilios y recursos para la guerra con Francia y Castilla. |
| Pedro IV de Aragón    | 1362-1363 | Monzón                                  | |
| Pedro IV de Aragón    | 1337      | Castellón de la Plana, Gandesa y Daroca | Para resolver la dote de la reina Leonor de Castilla y la herencia de sus hijos Fernando y Juan de Aragón.                                                                                              |
| Pedro IV de Aragón    | 1376-1377 | Monzón                                  | Para pedir recursos para la guerra contra el duque Luis I de Anjou y para la defensa de Cerdeña. |
| Pedro IV de Aragón    | 1383-1384 | Monzón-Fraga                            | Debido a la peste se trasladaron a Tamarite y luego a Fraga (Huesca). |
| Juan I de Aragón      | 1388-1389 | Monzón                                  | |
| Alfonso V de Aragón   | 1435      | Monzón                                  | Convocadas por la reina Doña María para tratar de la libertad del rey, que había sido capturado por los genoveses. En 1435 se convirtieron en particulares, trasladándose a Alcañiz, Tortosa y Morella. |
| Juan II de Aragón     | 1460-1461 | Fraga-Zaragoza-Calatayud                | Jura de los fueros por Juan II. Incorporación formal de Sicilia y Cerdeña a la Corona de Aragón. |
| Juan II de Aragón     | 1469-1470 | Monzón                                  | Debido a la peste fueron trasladadas a Zaragoza y Tortosa para aragoneses y valencianos respectivamente.                                                                                                |
| Fernando II de Aragón | 1484      | Tarazona                                | Las particulares de Aragón concluyeron en Zaragoza y las particulares de Valencia se prorrogaron en Valencia y concluyeron en Orihuela                                                                  |
| Fernando II de Aragón | 1510      | Monzón                                  | |
| Fernando II de Aragón | 1512      | Monzón                                  | |
| Carlos I de España    | 1528      | Monzón                                  | Las particulares de Aragón se concluyeron en Zaragoza. |
| Carlos I de España    | 1533-1534 | Monzón                                  | |
| Carlos I de España    | 1537      | Monzón                                  | |
| Carlos I de España    | 1542      | Monzón                                  | |
| Carlos I de España    | 1547      | Monzón                                  | |
| Carlos I de España    | 1552-1553 | Monzón                                  | |
| Felipe II de España   | 1563-1564 | Monzón                                  | |
| Felipe II de España   | 1585      | Monzón                                  | Las Cortes particulares aragonesas y catalanas se concluyeron en Binefar. |